# E-rec
O e-Rec (antigo e-Revist@, rebatizado como e-Recurso e posteriormente abreviado) é um sistema de informática de origem brasileira, que através de seus módulos, auxilia no trabalho de elaboração de despachos de recursos de revista e agravos de instrumento nos TRTs, com aproveitamento de dados pelo TST, e permite o envio dos autos ao TST em meio digital, com assinatura eletrônica.
Desenvolvido pelo Tribunal Regional paranaense com a colaboração dos TRTs do Rio Grande do Sul, Santa Catarina e Espírito Santo, é uma ferramenta que auxilia na eliminação do resíduo de processos do TST, utilizando a infra-estrutura do SIGI.
Utilizado por toda a Justiça do Trabalho, a implantação também contou com o apoio dos tribunais da 4ª, 12ª, 17ª, 13ª, 14ª, 18ª e 23ª. A receptividade tem sido excelente, pois além de possibilitar o aproveitamento das informações do processo pelo TST, agiliza significativamente o trabalho nos TRTs.
Com o advento em 2011 do processo judicial eletrônico no Tribunal Regional do Trabalho da 9ª Região, o sistema foi ligeiramente alterado para que pudesse armazenar os despachos de admissibilidade assinados eletronicamente nos Autos Digitais, compatibilizando-se com o Escritório Digital e demais sistemas do mesmo tribunal.